# Pino Prati
Pino Prati (Trento, 1902 – Campanile Basso, 12 agosto 1927) è stato un alpinista italiano.

## Biografia
Nato e cresciuto a Trento, si iscrisse al Politecnico di Torino. Nonostante la giovane età, fu uno dei migliori alpinisti della sua epoca. 
Autore della prima guida del Brenta del 1926, compì in questo massiccio la maggior parte delle sue imprese alpinistiche.
Il 12 agosto 1927 Pino Prati insieme all'amico Giuseppe Bianchi ed Enrico Nardelli persero tragicamente la vita sulla parete Preuss del Campanile Basso
Nel 1962 gli venne intitolato il Rifugio Bindesi (660 m s.l.m) nel Gruppo della Marzola, una delle mete più amate e frequentate dagli abitanti della poco lontana città di Trento.

## Principali ascensioni
- 31 agosto 1925: Pino Prati, Giovanni Videsott e M. Vidotto salgono per la prima volta il versante sud-ovest (poi diventato la via normale) della Cima degli Armi (Catena degli Sfulmini).
- 18 agosto 1926: Luigi Miori e Pino Prati salgono la Brenta Alta per lo Spigolo Sud.
- 19 agosto 1926. Giorgio Graffer, Luigi Miori, Nino Prati, Pino Prati, L. Seiser e Renzo Videsott salgono per primi la Punta Mezzena.